# Хусаинов, Мухаммеджан
Мухаммеджан Хусаи́нов (Мухамеджан Гусейнов, Мухаммеджан бин аль-Хусаин бин Абдуррахман; тат. Мөхәммәтҗан бине әл-Хөсәен бине Габдеррахман; баш. Мөхәмәтйән бине әл-Хөсәйен бине Ғабдрахман; 1756, д. Султанаево Уфимской провинции — 17 июля 1824, Уфа, похоронен в д. Адзитарово, ныне Кармаскалинского района Башкортостана) — первый российский муфтий.
Родился в деревне Султанаево (ныне село в Кушнаренковском районе). Его отец Хусаин бин Абдуррахман бин Анас аль-Бурундуки в 1720-х гг. был имамом и мударрисом в д. Стерлибаш Уфимской губернии (смотри Стерлибашевское медресе). Высшее духовное образование получил в медресе Сеитовского посада, Оренбурга, Бухары и Кабула.
С 1785 состоял ахуном при Оренбургской пограничной экспедиции, в том же году по рескрипту Екатерины II получил звание «Первого ахуна края». На этой должности Хусаинов опровергал мнение будто мусульмане не могут служить не-мусульманскому русскому царю. В результате старейшины казахского Младшего жуза согласились принять российское подданство.
Указом Екатерины II от 22 сентября 1788 г. назначен муфтием, председателем учрежденного в Оренбургского Магометанского духовного собрания и занимал эту должность до конца своей жизни. Автор проектов по преобразованию ОМДС в Центральную мусульманскую коллегию, созданию сети религиозных учебных заведений с преподаванием светских научных дисциплин. Был проводником политики Екатерины II в Башкирии. Принимал активное участие в реализации внешней политики Российской империи на Востоке и Кавказе. Неоднократно возглавлял делегации, выезжавшие в Малый и Средний Жузы для переговоров с казахскими ханами и султанами («посольства Хусаинова»). В 1797 включен в состав Ханского совета, созданного для управления Малым жузом. Посылался властями на Кавказ, где организовал у горских народов родовые суды и принимал присягу на верность России. В 1805 участвовал в секретной комиссии по делам туркмен. Состоял членом Вольного экономического общества и почетным членом Совета Казанского университета, был наделен правом свободно покупать и продавать башкирские земли, стал крупным землевладельцем. Награждён бриллиантовой медалью.

## Жёны и дети
- Айша Алеева. Брак был заключен летом 1798 г. и длился два месяца.

Турчанка, жена коменданта турецкой крепости Измаил, погибшего при её штурме русскими войсками.
Попала в плен. В 1788 г. была вывезена в Казань, где вышла замуж за известного татарского купца Исмагила Апанаева. В 1795 г. после смерти мужа, осталась с большим наследством.
Летом 1798 г. вышла замуж за Мухаммеджана Хусаинова, который прожив с ней два месяца, заявил, что никакой свадьбы не было и уехал в Оренбург. При этом муфтий успел попользоваться имуществом Айши. В августе 1798 г. Айша Алеева возбудила против муфтия иск, потребовав возвращения потраченного муфтием имущества. В феврале 1803 г. Казанский уездный суд признал муфтия виновным в обмане купчихи и постановил взыскать с него 3 402 руб. 50 коп., однако взыскать указанную сумму удалось лишь в 1805 г.
- Карима, родом из Анапы. Умерла в 1835 г. Похоронена в Букеевской Орде п. Хан Ордасы кладбище Хан зираты (сейчас п. Хан Ордасы Бокейординского района Западно Казахстанской области Республики Казахстан). Дочь Фатима — жена хана Букеевской Орды Жангир-Керей-хана.
- Суфия (1759 — 2 марта 1869), черкеска. Сыновья Мирзаахмад и Амирджан.